# Macuura Tosio
Macuura Tosio (Jokohama, 1955. november 20. –) japán válogatott labdarúgó.

## Nemzeti válogatott
A japán válogatottban 22 mérkőzést játszott, melyeken 6 gólt szerzett.

## Statisztika
| Japán válogatott | Japán válogatott | Japán válogatott |
| Időszak          | Mérk.            | gól              |
| ---------------- | ---------------- | ---------------- |
| 1981             | 4                | 1                |
| 1982             | 2                | 0                |
| 1983             | 5                | 0                |
| 1984             | 1                | 0                |
| 1985             | 0                | 0                |
| 1986             | 3                | 1                |
| 1987             | 7                | 4                |
| Összesen         | 22               | 6                |